# Jaderná elektrárna Belene
Jaderná elektrárna Belene (bulharsky Атомна електроцентрала „Белене“ – Atomna elektracentrala Belene) je nedokončená jaderná elektrárna na severu Bulharska, poblíž města Belene. Jaderná elektrárna Belene byla stavěna současně a dle stejného plánu jako jaderná elektrárna Temelín. 

## Historie a technické informace

### Počátky
Na začátku 70. let státy Rumunsko a Bulharsko plánovaly postavit společnou vodní elektrárnu na Dunaji u Belene. Bulharsko však ztratilo zájem o společný projekt poté, co jaderná elektrárna u Belene vycházela ziskověji. Stejné rozhodnutí bylo učiněno pro projekt v Cernavodă.

### Výstavba
V letech 1983–1985 byly první dva bloky objednány u Atomenergoexportu a do roku 1987 byl vypracován technický návrh bloků o výkonu 1000 MW.
Výstavba hlavních objektů započala 1. ledna 1987 a původně zde měly stát čtyři sovětské tlakovodní reaktory VVER-1000/320, každý o výkonu 1000 MW. Jednalo se o jeden z hlavních projektů tehdejšího RVHP. 
Tlaková nádoba prvního reaktoru byla vyrobena v ČSSR závodem Škoda Plzeň. Přepravena do Belene byla kombinovaným způsobem přepravy (železnice, silnice, lodní doprava) v létě 1989.

### Po roce 1989
Výstavba elektrárny byla však v roce 1991 zastavena z ekonomických důvodů a po protestech proti elektrárně. V letech 1994 bylo zvažováno koupit vybavení z Ruska, kde byla výstavba identických reaktorů také zrušena, ale to se nikdy nestalo a nakonec byl projekt obnoven až v roce 2003.
V roce 2008 byla provedena demolice dosavadních budov a v roce 2010 bylo veškeré vybavení včetně první tlakové nádoby převezeno do 4. bloku ruské jaderné elektrárny Kalinin, kde bylo využito při stavbě 4. bloku spuštěného v roce 2011. Osud druhé tlakové nádoby není znám. Jisté však je, že nebyla nikdy dokončena, natož pak převezena do Bulharska.

### Pokusy o restart
10. května 2005 bylo zahájeno výběrové řízení na příslušné uchazeče, do kterého se přihlásil pouze Atomstrojexport a Škoda. Přestože oba nabízeli prakticky totéž, nabídky se lišily a konstrukční varianty obsahovaly určité rozdíly. Zde jsou vypsány nabídnuté varianty obou zájemců:

#### Atomstrojexport
- Varianta AES-88 byla hlavní nabídkou skupiny s konstrukcí jednoho z VVER-1000/320 a jednoho VVER-1000/466B. Konstrukce reaktoru 2. bloku nabízí trojitý redundantní bezpečnostní systém a svým kontejnmentem je velmi podobná konstrukci VVER-1000/320. Konstrukce však obsahuje lapač jádra (core catcher), který v případě roztavení aktivní zóny zachytí obsah jádra po jeho úniku z tlakové nádoby reaktoru. Kromě toho obsahuje několik redundantních zařízení pasivní bezpečnosti. Nabídka zahrnovala dodávku jak turbín, tak generátorů. Pro 1. blok přicházela v úvahu turbína typu K-1100-60 / 1500-2M v kombinaci s generátorem typu TWW-1000 / 4UZ. Pro 2. blok opět konvenční turbína typu K-1000-60 / 300 se stejným generátorem. Elektrický výkon každého bloku by pak byl 1040,5 MW hrubý a 1001,6 MW čistý. Životnost prvního bloku by byla kolem 40 let, druhého 60 let. Stávající konstrukce a zařízení přitom mohly být nadále plně a rychleji využívány než ostatní varianty. První reaktor měl být postaven do 5 let a 6 měsíců a druhá do 6 let a 6 měsů. Byly by však postaveny dva různé typy reaktorů, které by kombinovaly mnoho nových technologií se starými.
- Tyto AES-88 alternativy byly nabídnuty kromě hlavní nabídky a obsahují dvě možnosti:
  - A87: Konstrukce obou bloků jako VVER-1000/466B, ale bez dodávky turbín a generátorů, které však lze volitelně integrovat do nabídky.
  - N87: Zahrnuje pouze jadernou část zařízení. Zde je nabízena pouze konstrukce jaderné části v systému AES-88.

VVER-1000/392 jako AES-92
- Varianta AES-92 byla sekundární nabídkou a zajišťovala novou výstavbu elektrárny se dvěma reaktory typu VVER-1000/466B. Na rozdíl od AES-88 má konstrukce čtyřnásobně redundantní bezpečnostní systémy a dvojitou izolaci. Pro každý blok jsou k dispozici také pasivní bezpečnostní zařízení a lapač jádra. Součástí nabídky byla i dodávka turbín K-1000-60 / 3000 s generátory TWW-1000-2UZ. Oba bloky by představovaly nejvýkonnější varianty, které byly nabízeny s hrubým výkonem 1049,7 MW a čistým 1011 MW. Životnost obou bloků by byla 60 let. Doba výstavby by však byla relativně dlouhá 6,5 roku pro blok 1 a 7,5 roku pro blok 2. To byl však jediný posuzovaný nedostatek nabídky.[1]

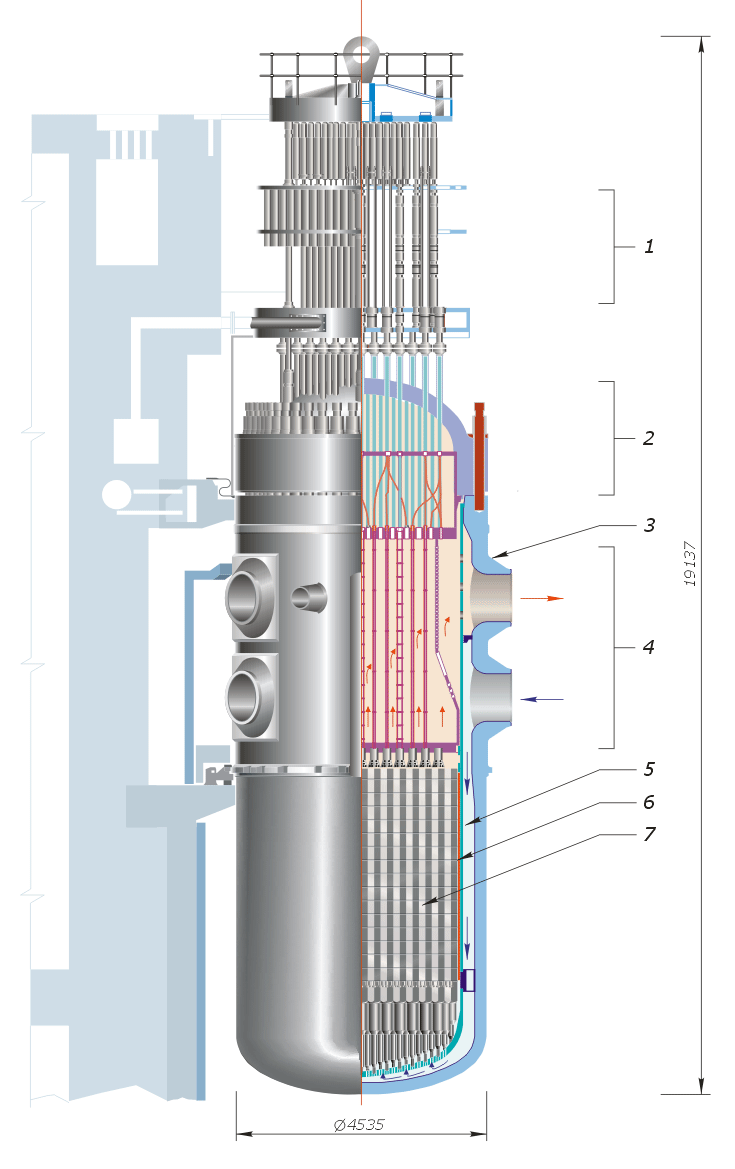
Vertikální řez reaktorovou nádobou VVER-1000, kterou jsou vybaveny například oba dva Temelínské reaktory. Pozice: 1) Pohony řídících tyčí 2) Vrchní část reaktoru 3,4) Vstupní a výstupní nátrubky 5) Šachta reaktoru 6,7) Oblast aktivní zóny

#### Škoda JS
Škoda nabízela celkem dvě varianty, obě založené na dvou VVER-1000/320CS provozovaných v lokalitě Temelín: 
- Varianta Škoda E počítala s výstavbou dvou reaktorů a co nejefektivnějším využitím stávajících konstrukcí. Turbíny by měly být typu MTD80 1000 MW / 3000 a měly by být provozovány v kombinaci s generátorem typu H682 972/2-HV. Alternativně bylo navrženo použití turbíny z bývalého sovětského projektu, která již byla vyrobena, přičemž pro 2. blok musí být použita turbína Škoda, protože turbína pro druhý blok nestihla být vyrobena. S hrubým výkonem 1035,8 MW a čistým 985,8 MW je tato nabídka nejméně výhodná, navíc životnost je v tomto případě pouze 40 let na blok. (pokud nezapočítáme možnost rozšíření na 60 let a nutnost v budoucnu požádat o licenci) V případě pasivních bezpečnostních systémů je konstrukce zcela mimo požadavky výběrové řízení, protože VVER-1000/320 nemá žádné další pasivní systémy kromě aktivních systémů.
- Varianta Škoda G poskytuje stejnou nabídku jako Škoda E. Liší se pouze konstrukcí systému. Škoda G zajišťovala demolici stávajících konstrukcí a jejich kompletní přestavba od základů. Doba výstavby prvního bloku by se pohybovala kolem 7,5 roku, bloku 2 celkem osm let a jedenáct měsíců. Technické parametry jsou stejné jako u Škody E.[1]

Rozhodující bylo odkoupení starých komponent Ruskem, což znamenalo vyřazení Škody z výběrového řízení, jelikož její nabídky byly na těchto komponentech závislé. Vybrána proto byla varianta zahrnující konstrukci bloků konstrukčního typu 466B (AES-92).
Na konci listopadu 2010 bylo oznámeno, že projekt se rychle rozvíjí; strany se dohodly na nákladech na stavební zakázku ve výši 6,4 miliardy EUR. 
Projekt byl nakonec zrušen poté, co Bulharsko odmítalo zaplatit částku, kterou Rosatom požadoval.

### Aktuální stav
Projekt byl zastaven v roce 2012 a to i přes to, že Atomstrojexport již vyrobil (případně repasoval již vyrobené komponenty v 80. letech) potřebné komponenty pro stavbu, které jsou nyní uloženy na staveništi. 
V roce 2021 bylo zvažováno využití těchto komponent pro rozšíření elektrárny Kozloduj. V roce 2023 bylo zváženo prodat komponenty na Ukrajinu pro Chmelnyckou jadernou elektrárnu. V červenci 2023 bylo 155 hlasy v parlamentu schváleno prodat komponenty primárního okruhu (dvě tlakové nádoby, osm parogenerátorů a další) na Ukrajinu, protože Ukrajina je pro Bulharsko jedinou zemí, která je zbaví nevyužitého, pro Ukrajinu potřebného, ruského vybavení pro reaktor VVER-1000 a Bulharsko je pro Ukrajinu také jediným prodejcem kromě Ruska. Cena prodeje by však neměla být nižší, než cena, za kterou Bulharsko komponenty pro zrušenou elektrárnu muselo kvůli prohrané arbitráži od Ruska odkoupit. Tímto prodejem také zcela zanikne projekt Belene a také nápad využít komponenty v Kozloduji.
Nakonec ale Bulharsko odmítlo prodat jaderné reaktory Ukrajině. 15. dubna 2025 vůdce BSP (bulharské socialistické strany) Zafirov oznámil postoj vlády: "Máme kolektivní rozhodnutí o osudu dvou reaktorů – nebudou prodány. Jedná se o rozhodnutí, které podporují všichni koaliční partneři. Děkuji našim partnerům za to, že za touto strategickou volbou stojí jednotně."

V červnu 2025 vyšlo najevo, že vláda Bulharska prodej nezrušila oficiálně. Ministr energetiky Ukrajiny Herman Haluščenko prohlásil, že země má stále zájem reaktory získat a očekává, že Bulharsko změní názor po diskusi s MAAE o prodeji. V červenci 2025 bylo oznámeno, že jednání o nákupu vybavení z Bulharska budou obnovena 10. července 2025.

## Informace o reaktorech
| Reaktor  | Typ reaktoru                | Výkon  | Výkon   | Zahájení výstavby                             | Připojení k síti                                                 | Uvedení do provozu                                               | Uzavření |
| Reaktor  | Typ reaktoru                | Čistý  | Hrubý   | Zahájení výstavby                             | Připojení k síti                                                 | Uvedení do provozu                                               | Uzavření |
| -------- | --------------------------- | ------ | ------- | --------------------------------------------- | ---------------------------------------------------------------- | ---------------------------------------------------------------- | -------- |
| Belene-1 | VVER-1000/320, později 466B | 953 MW | 1000 MW | 1. 1. 1987                                    | Výstavba zastavena v roce 1991, poté znovu zastavena 28. 3. 2012 | Výstavba zastavena v roce 1991, poté znovu zastavena 28. 3. 2012 |          |
| Belene-2 | VVER-1000/320, později 466B | 953 MW | 1000 MW | 31. 3. 1987                                   | Výstavba zastavena v roce 1991, poté znovu zastavena 28. 3. 2012 | Výstavba zastavena v roce 1991, poté znovu zastavena 28. 3. 2012 |          |
| Belene-3 | VVER-1000/320               | 950 MW | 1000 MW | Přípravné práce na stavbu zrušeny v roce 1990 | Přípravné práce na stavbu zrušeny v roce 1990                    | Přípravné práce na stavbu zrušeny v roce 1990                    |          |
| Belene-4 | VVER-1000/320               | 950 MW | 1000 MW | Přípravné práce na stavbu zrušeny v roce 1990 | Přípravné práce na stavbu zrušeny v roce 1990                    | Přípravné práce na stavbu zrušeny v roce 1990                    |          |